# Calciatori per numero di gol realizzati in una singola stagione
Questa pagina riporta la lista dei calciatori che hanno realizzato il maggior numero di reti in partite ufficiali in un'unica stagione con squadre di club e nazionali. Va fatto notare, però, che la classifica qui presente non ha valore ufficiale ed i giocatori inclusi in essa non sono detentori di nessun record: per capirne i motivi si veda la sezione sui casi controversi..

## Classifica

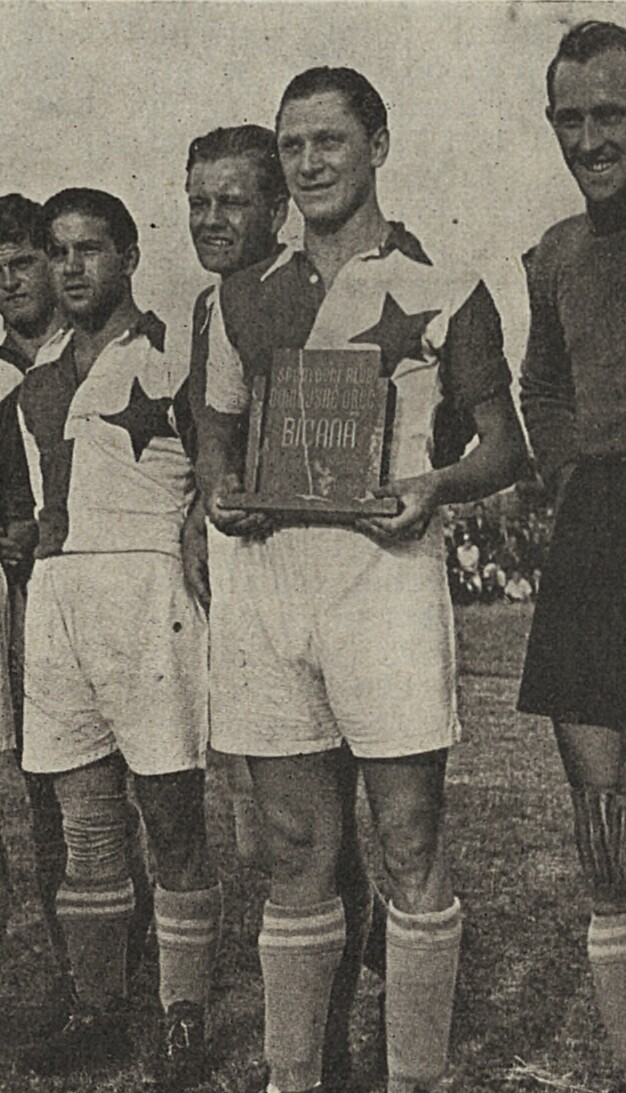
Josef Bican è il calciatore ad aver segnato più gol in una stagione in incontri ufficiali con squadre di club

- Nota bene: tutti i dati si riferiscono a quando i calciatori giocavano nella massima serie del campionato.
In questa classifica sono riportati i calciatori che hanno segnato almeno 50 gol in una stagione esclusivamente con squadre di club.

Dati aggiornati al 25 maggio 2025.
| Nome                | Nazionalità      | Gol | Club                   | Stagione  | Campionato | Coppa | Intern. | Altri |
| ------------------- | ---------------- | --- | ---------------------- | --------- | ---------- | ----- | ------- | ----- |
| Josef Bican         | Boemia e Moravia | 76  | Slavia Praga           | 1943-1944 | 57         | 19    | *       | -     |
| Lionel Messi        | Argentina        | 73  | Barcellona             | 2011-2012 | 50         | 3     | 17      | 3     |
| Archie Stark        | Stati Uniti      | 70  | Bethlehem Steel        | 1924-1925 | 67         | 3     | ***     | -     |
| Gerd Müller         | Germania Ovest   | 67  | Bayern Monaco          | 1972-1973 | 36         | 7     | 12      | 12    |
| Ferenc Deák         | Ungheria         | 66  | Szentlőrinci AC        | 1945-1946 | 66         | **    | *       | -     |
| Pelé                | Brasile          | 66  | Santos                 | 1958      | -          | -     | ****    | 66    |
| Romário             | Brasile          | 66  | Vasco da Gama          | 2000      | 20         | 1     | 14      | 31    |
| Arthur Friedenreich | Brasile          | 65  | Paulistano             | 1923      | -          | -     | ****    | 65    |
| Gyula Zsengellér    | Ungheria         | 65  | Újpest                 | 1938-1939 | 56         | **    | 9       | -     |
| Refik Resmja        | Albania          | 65  | Partizani Tirana       | 1951      | 59         | 6     | *       | -     |
| Zico                | Brasile          | 65  | Flamengo               | 1979      | 5          | -     | -       | 60    |
| Dixie Dean          | Inghilterra      | 63  | Everton                | 1927-1928 | 60         | 3     | *       | -     |
| Josef Bican         | Boemia e Moravia | 63  | Slavia Praga           | 1941-1942 | 45         | 18    | *       | -     |
| Pelé                | Brasile          | 63  | Santos                 | 1965      | 1          | -     | 8       | 54    |
| Jimmy McGrory       | Scozia           | 62  | Celtic                 | 1927-1928 | 47         | 6     | *       | 9     |
| Pelé                | Brasile          | 62  | Santos                 | 1961      | 7          | -     | -       | 55    |
| Cristiano Ronaldo   | Portogallo       | 61  | Real Madrid            | 2014-2015 | 48         | 1     | 10      | 2     |
| Héctor Scotta       | Argentina        | 60  | San Lorenzo            | 1975      | 28         | **    | -       | 32    |
| Cristiano Ronaldo   | Portogallo       | 60  | Real Madrid            | 2011-2012 | 46         | 3     | 10      | 1     |
| Lionel Messi        | Argentina        | 60  | Barcellona             | 2012-2013 | 46         | 4     | 8       | 2     |
| Jimmy McGrory       | Scozia           | 59  | Celtic                 | 1926-1927 | 48         | 9     | *       | 2     |
| Josef Bican         | Boemia e Moravia | 59  | Slavia Praga           | 1940-1941 | 38         | 21    | *       | -     |
| Ferenc Deák         | Ungheria         | 59  | Ferencváros            | 1948-1949 | 59         | **    | *       | -     |
| Luis Suárez         | Uruguay          | 59  | Barcellona             | 2015-2016 | 40         | 5     | 8       | 6     |
| Lionel Messi        | Argentina        | 58  | Barcellona             | 2014-2015 | 43         | 5     | 10      | -     |
| Jim Forrest         | Scozia           | 57  | Rangers                | 1964-1965 | 30         | ?     | 6       | 21    |
| Josef Bican         | Boemia e Moravia | 56  | Slavia Praga           | 1939-1940 | 50         | 6     | *       | -     |
| Fernando Peyroteo   | Portogallo       | 56  | Sporting               | 1945-1946 | 37         | 8     | *       | 11    |
| Werner Baßler       | Germania         | 56  | Kaiserslautern         | 1948-1949 | 54         | **    | *       | 2     |
| Jardel              | Brasile          | 56  | Porto                  | 1999-2000 | 38         | 6     | 10      | 2     |
| Manuel Seoane       | Argentina        | 55  | Independiente          | 1922      | 55         | **    | ****    | -     |
| Archie Stark        | Stati Uniti      | 55  | Bethlehem Steel        | 1928-1929 | 49         | 6     | ***     | -     |
| Fred Roberts        | Irlanda del Nord | 55  | Glentoran              | 1931-1932 | 55         | ?     | *       | -     |
| Fernando Peyroteo   | Portogallo       | 55  | Sporting               | 1937-1938 | 34         | 9     | *       | 12    |
| Jardel              | Brasile          | 55  | Sporting               | 2001-2002 | 42         | 7     | 6       | -     |
| Cristiano Ronaldo   | Portogallo       | 55  | Real Madrid            | 2012-2013 | 34         | 7     | 12      | 2     |
| Robert Lewandowski  | Polonia          | 55  | Bayern Monaco          | 2019-2020 | 34         | 6     | 15      | -     |
| Arthur Friedenreich | Brasile          | 54  | Paulistano             | 1922      | -          | -     | ****    | 54    |
| Archie Stark        | Stati Uniti      | 54  | Bethlehem Steel        | 1925-1926 | 43         | 7     | ***     | 4     |
| Fernando Peyroteo   | Portogallo       | 54  | Sporting               | 1939-1940 | 29         | 8     | *       | 17    |
| Max Morlock         | Germania         | 54  | Norimberga             | 1942-1943 | 54         | -     | *       | -     |
| Ottmar Walter       | Germania         | 54  | Kaiserslautern         | 1947-1948 | 51         | **    | *       | 3     |
| Lionel Messi        | Argentina        | 54  | Barcellona             | 2016-2017 | 37         | 5     | 11      | 1     |
| Viktor Gyökeres     | Svezia           | 54  | Sporting Lisbona       | 2024-2025 | 39         | 9     | 6       | -     |
| Sam English         | Irlanda del Nord | 53  | Rangers                | 1931-1932 | 44         | 9     | *       | -     |
| Hans Berndt         | Germania         | 53  | Borussia Berlino       | 1946-1947 | 53         | **    | *       | -     |
| Pelé                | Brasile          | 53  | Santos                 | 1959      | 3          | -     | ****    | 50    |
| Henrik Larsson      | Svezia           | 53  | Celtic                 | 2000-2001 | 35         | 9     | 4       | 5     |
| Cristiano Ronaldo   | Portogallo       | 53  | Real Madrid            | 2010-2011 | 40         | 7     | 6       | -     |
| Lionel Messi        | Argentina        | 53  | Barcellona             | 2010-2011 | 31         | 7     | 12      | 3     |
| Davey Brown         | Stati Uniti      | 52  | New York Giants        | 1926-1927 | 52         | -     | ***     | -     |
| Willie MacFadyen    | Scozia           | 52  | Motherwell             | 1932-1933 | 52         | ?     | *       | -     |
| José Cardozo        | Paraguay         | 52  | Toluca                 | 2002-2003 | 50         | **    | 1       | 1     |
| Erling Haaland      | Norvegia         | 52  | Manchester City        | 2022-2023 | 36         | 4     | 12      | -     |
| Erwin Helmchen      | Germania         | 51  | PSV Chemnitz           | 1931-1932 | 5          | **    | *       | 46    |
| Jimmy McGrory       | Scozia           | 51  | Celtic                 | 1935-1936 | 50         | ?     | *       | 1     |
| Gyula Zsengellér    | Ungheria         | 51  | Újpest                 | 1945-1946 | 51         | **    | *       | -     |
| Cristiano Ronaldo   | Portogallo       | 51  | Real Madrid            | 2013-2014 | 31         | 3     | 17      | -     |
| Cristiano Ronaldo   | Portogallo       | 51  | Real Madrid            | 2015-2016 | 35         | -     | 16      | -     |
| Lionel Messi        | Argentina        | 51  | Barcellona             | 2018-2019 | 36         | 3     | 12      | -     |
| Vic Watson          | Inghilterra      | 50  | West Ham               | 1929-1930 | 41         | 9     | *       | -     |
| Joe Bambrick        | Irlanda del Nord | 50  | Linfield FC            | 1930-1931 | 50         | ?     | *       | -     |
| Tom Waring          | Inghilterra      | 50  | Aston Villa            | 1930-1931 | 49         | 1     | *       | -     |
| Fernando Peyroteo   | Portogallo       | 50  | Sporting               | 1941-1942 | 28         | 5     | *       | 17    |
| Ferenc Puskás       | Ungheria         | 50  | Kispest                | 1947-1948 | 50         | **    | *       | -     |
| Eusébio             | Portogallo       | 50  | Benfica                | 1967-1968 | 42         | 2     | 6       | -     |
| Josip Skoblar       | Jugoslavia       | 50  | Olympique de Marseille | 1970-1971 | 44         | 5     | 1       | -     |
| Gerd Müller         | Germania Ovest   | 50  | Bayern Monaco          | 1971-1972 | 40         | 5     | 5       | -     |
| Héctor Yazalde      | Argentina        | 50  | Sporting               | 1973-1974 | 46         | -     | 4       | -     |
| Serginho            | Brasile          | 50  | San Paolo              | 1977      | 18         | -     | -       | 32    |
| Charlie Nicholas    | Scozia           | 50  | Celtic                 | 1982-1983 | 29         | ?     | 2       | 19    |
| Túlio               | Brasile          | 50  | Botafogo               | 1995      | 23         | -     | -       | 27    |
| Zlatan Ibrahimović  | Svezia           | 50  | Paris SG               | 2015-2016 | 38         | 7     | 5       | -     |
| Robert Lewandowski  | Polonia          | 50  | Bayern Monaco          | 2021-2022 | 35         | -     | 13      | 2     |
| Cristiano Ronaldo   | Portogallo       | 50  | Al-Nassr               | 2023-2024 | 35         | 3     | 6       | 6     |

- *: Nessuna competizione pan-europea prima del 1955 (la Mitropa Cup era riservata alle nazioni mitteleuropee).
- **: Nessuna coppa nazionale.
- ***: Nessuna competizione centronordamericana prima del 1962.
- ****: Nessuna competizione sudamericana prima del 1960.

## Club più nazionale
Nella tabella sono riportati solo i calciatori che in totale hanno segnato almeno 70 gol. Pelé è l'unico ad esserci riuscito due volte.

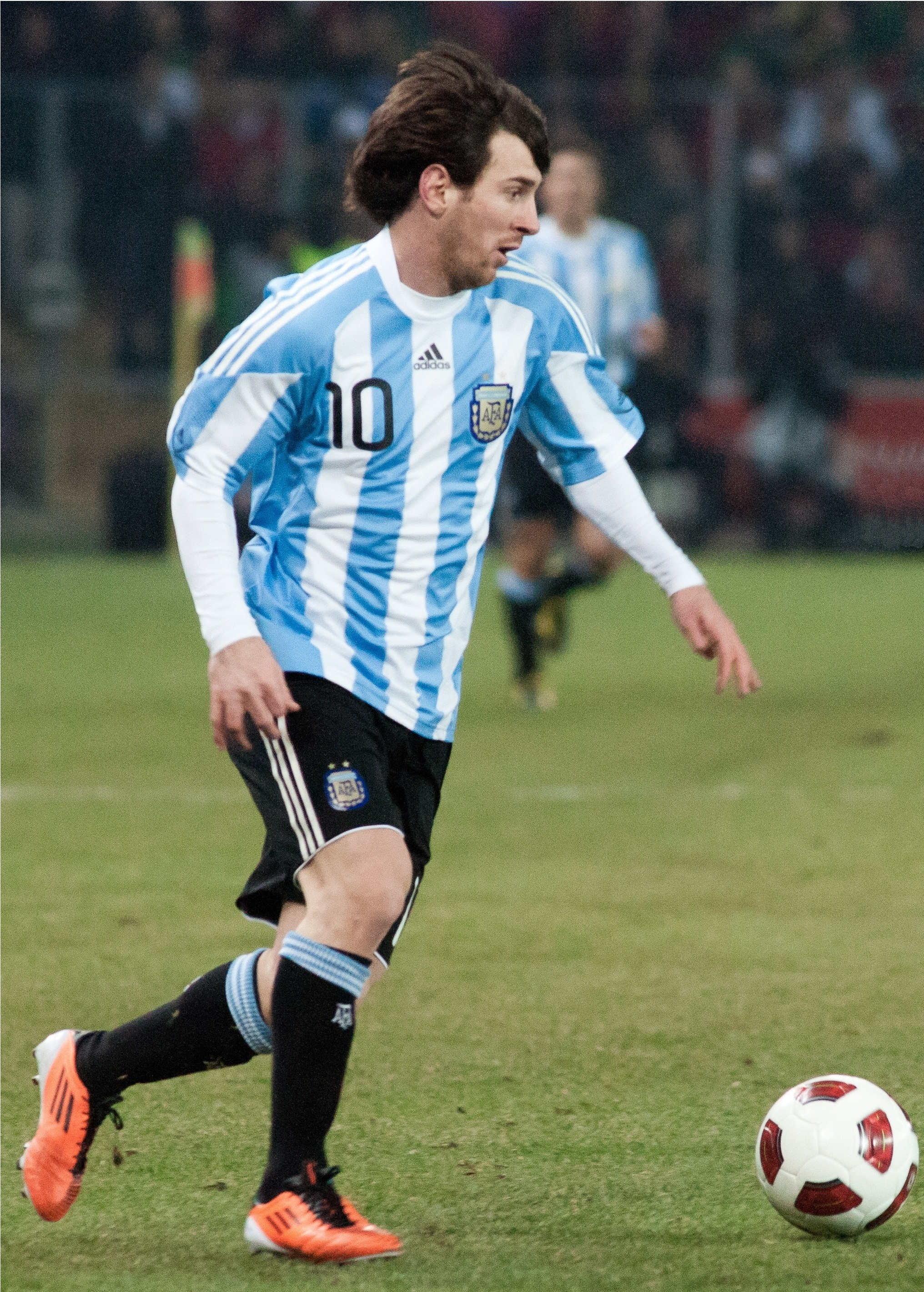
Messi nel 2012 è diventato il calciatore più prolifico in una stagione tra club e nazionale

| Nome             | Nazionalità      | Gol club | Gol nazionale | Gol totali | Stagione  |
| ---------------- | ---------------- | -------- | ------------- | ---------- | --------- |
| Lionel Messi     | Argentina        | 73       | 9             | 82         | 2011-2012 |
| Josef Bican      | Boemia e Moravia | 76       | 0             | 76         | 1943-1944 |
| Pelé             | Brasile          | 66       | 9             | 75         | 1958      |
| Gerd Müller      | Germania Ovest   | 67       | 6             | 73         | 1972-1973 |
| Romário          | Brasile          | 66       | 7             | 73         | 2000      |
| Pelé             | Brasile          | 63       | 9             | 72         | 1965      |
| Archie Stark     | Stati Uniti      | 70       | 0             | 70         | 1924-1925 |
| Gyula Zsengellér | Ungheria         | 65       | 5             | 70         | 1938-1939 |
| Zico             | Brasile          | 65       | 5             | 70         | 1979      |

## Giocatori che hanno segnato almeno 50 gol in più di una stagione

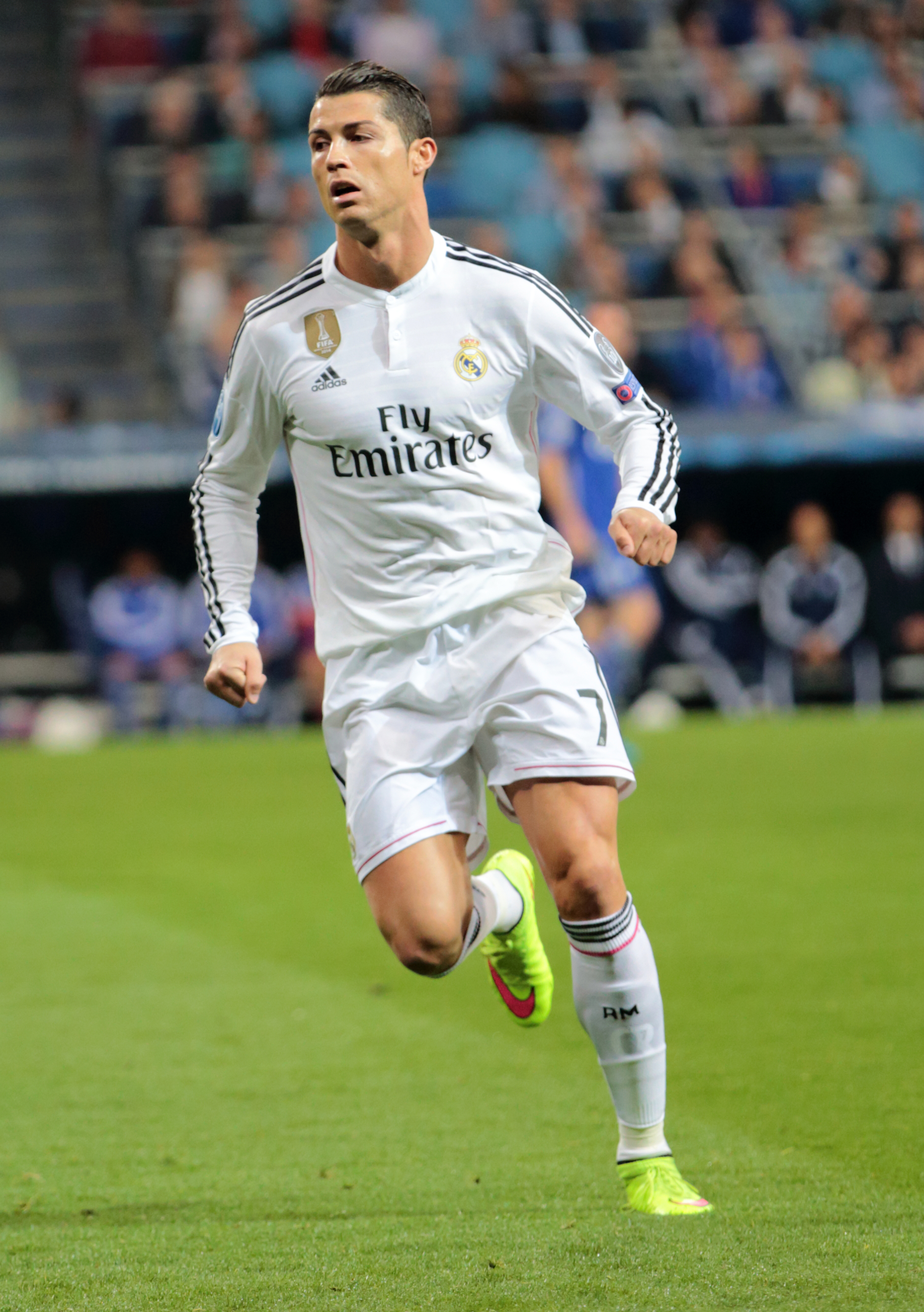
Cristiano Ronaldo è riuscito a segnare almeno 50 gol per 6 stagioni consecutive

| Nome                | Nazionalità      | Numero di stagioni | Consecutive | Stagioni                                                                    |
| ------------------- | ---------------- | ------------------ | ----------- | --------------------------------------------------------------------------- |
| Cristiano Ronaldo   | Portogallo       | 7                  | 6           | 2010-2011, 2011-2012, 2012-2013, 2013-2014, 2014-2015, 2015-2016, 2023-2024 |
| Lionel Messi        | Argentina        | 6                  | 3           | 2010-2011, 2011-2012, 2012-2013, 2014-2015, 2016-2017, 2018-2019            |
| Josef Bican         | Boemia e Moravia | 4                  | 3           | 1939-1940, 1940-1941, 1941-1942, 1943-1944                                  |
| Pelé                | Brasile          | 4                  | 2           | 1958, 1959, 1961, 1965                                                      |
| Fernando Peyroteo   | Portogallo       | 4                  | -           | 1937-1938, 1939-1940, 1941-1942, 1945-1946                                  |
| Archie Stark        | Stati Uniti      | 3                  | 2           | 1924-1925, 1925-1926, 1928-1929                                             |
| Jimmy McGrory       | Scozia           | 3                  | 2           | 1926-1927, 1927-1928, 1935-1936                                             |
| Arthur Friedenreich | Brasile          | 2                  | 2           | 1922, 1923                                                                  |
| Gerd Müller         | Germania Ovest   | 2                  | 2           | 1971-1972, 1972-1973                                                        |
| Gyula Zsengellér    | Ungheria         | 2                  | -           | 1938-1939, 1945-1946                                                        |
| Ferenc Deák         | Ungheria         | 2                  | -           | 1945-1946, 1948-1949                                                        |
| Jardel              | Brasile          | 2                  | -           | 1999-2000, 2001-2002                                                        |
| Robert Lewandowski  | Polonia          | 2                  | -           | 2019-2020, 2021-2022                                                        |

## Maggior numero di gol in un anno solare

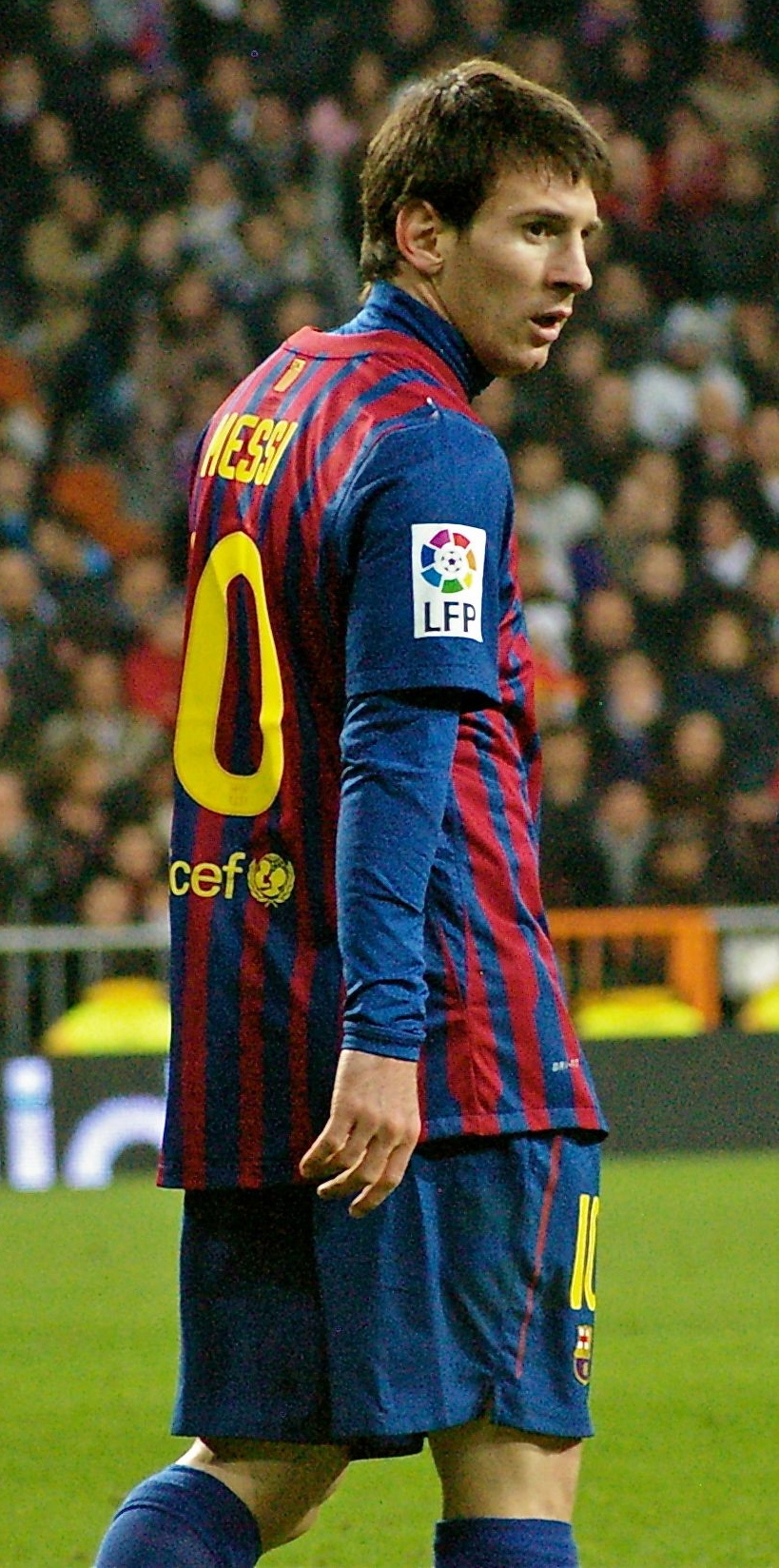
Messi nel 2012 ha battuto il record di marcature in un anno solare

In questa tabella sono riportati i calciatori che hanno segnato almeno 75 gol in un anno solare.
| Nome         | Nazionalità    | Gol club | Gol nazionale | Gol totali | Anno solare |
| ------------ | -------------- | -------- | ------------- | ---------- | ----------- |
| Lionel Messi | Argentina      | 79       | 12            | 91         | 2012        |
| Gerd Müller  | Germania Ovest | 72       | 13            | 85         | 1972        |
| Pelé         | Brasile        | 66       | 9             | 75         | 1958        |

## I casi controversi di Chitalu, di Zico e dell'Irlanda del Nord
Nel 2012 il calciatore argentino Lionel Messi ha complessivamente realizzato 91 gol fra squadra di club e nazionale, superando quello che fino ad allora era considerato il primato mondiale appartenente al tedesco Gerd Müller, il quale si era fermato a quota 85 marcature. Tuttavia, pochi giorni dopo il compimento del nuovo record da parte dell'argentino, la Zambian Football Association (ZFA) ha presentato un ricorso alla FIFA, iniziando una diatriba riguardo al presunto primato di marcature in un singolo anno solare stabilito da Godfrey Chitalu, calciatore zambiano che pare avesse realizzato 107 reti in 65 partite nella stagione 1972-1973 (di cui 106 gol in sfide ufficiali nella sola annata 1972), record mai riconosciuto a livello internazionale. La FIFA ha in seguito incaricato una commissione indipendente per svolgere ulteriori ricerche sulla questione e presentare una contestazione formale. Poco tempo dopo, attraverso Twitter, la Confederazione mondiale ha definitivamente affermato l'impossibilità di riconoscere qualsiasi primato in assenza di verificabilità.
Precedentemente al reclamo della ZFA, prima del 90º gol annuale di Messi, anche il Flamengo ha posto in discussione il record dell'argentino, rivendicando il primato per il brasiliano Zico, che nel 1979 avrebbe messo a segno 89 realizzazioni, di cui 81 con la maglia del club brasiliano, 7 con la Nazionale verdeoro e 1 in un'amichevole esibizione tra Argentina e Resto del Mondo. Il dubbio record di Zico, tuttavia, rimane battuto teoricamente da quello di Chitalu e, pochi giorni dopo la rimostranza del Flamengo, fu comunque superato da quello di Messi.
Meno noti, infine, sono i casi di altri marcatori che dovrebbero ipoteticamente essere aggiunti alla classifica dei più prolifici o che potrebbero scalarla, ma i cui primati non sono internazionalmente sanciti. Un esempio è quello relativo a numerosi calciatori semiprofessionisti militanti nel Campionato nordirlandese, possibili autori di più di 50 segnature stagionali con i club: fra tutti spiccano Fred Roberts, ritenuto senza certezza realizzatore di 96 gol esclusivamente tra le file del Glentoran nella stagione 1930-1931 e Joe Bambrick, anch'egli a 96 marcature (85 nel Linfield e 11 con l'Irlanda) l'anno precedente. Tali primati non sono però riconosciuti, in quanto in Irlanda del Nord nel periodo interbellico le squadre di club potevano disputare moltissime competizioni a carattere cittadino o regionale, che affiancavano i tradizionali tornei nazionali (fino a 7 trofei complessivi nell'arco della stessa annata calcistica), senza che vi fossero referti accurati che potessero attestare i marcatori delle varie sfide.
I dati riportati nelle tabelle di questa pagina, perciò, vanno considerati le migliori prestazioni comprovate da fonti attendibili universalmente accettate.

## Classifica per nazionalità
Di seguito si riporta una classifica che tiene conto della nazionalità dei calciatori con 50 o più reti segnate nel corso di una stagione. Si tratta di una lista a fine statistico.
Dati aggiornati al 27 maggio 2024
| Nazionalità           | Numero di calciatori                                                                      | Prima volta | Ultima volta |
| --------------------- | ----------------------------------------------------------------------------------------- | ----------- | ------------ |
| Brasile               | 7 (Pelé, Romário, Arthur Friedenreich, Zico, Jardel, Serginho e Túlio)                    | 1922        | 2001-2002    |
| Germania              | 6 (Gerd Müller, Werner Baßler, Max Morlock, Ottmar Walter, Hans Berndt ed Erwin Helmchen) | 1931-1932   | 1972-1973    |
| Argentina             | 4 (Lionel Messi, Héctor Scotta, Manuel Seoane e Héctor Yazalde)                           | 1922        | 2018-2019    |
| Scozia                | 4 (Jimmy McGrory, Jim Forrest, Willie MacFadyen e Charlie Nicholas)                       | 1926-1927   | 1982-1983    |
| Portogallo            | 3 (Cristiano Ronaldo, Fernando Peyroteo ed Eusébio)                                       | 1937-1938   | 2023-2024    |
| Ungheria              | 3 (Ferenc Deák, Gyula Zsengellér e Ferenc Puskás)                                         | 1938-1939   | 1947-1948    |
| Inghilterra           | 3 (Dixie Dean, Vic Watson e Tom Waring)                                                   | 1927-1928   | 1930-1931    |
| Irlanda del Nord      | 3 (Fred Roberts, Sam English e Joe Bambrick)                                              | 1930-1931   | 1931-1932    |
| Stati Uniti d'America | 2 (Archie Stark e Davey Brown)                                                            | 1924-1925   | 1928-1929    |
| Svezia                | 2 (Henrik Larsson e Zlatan Ibrahimović)                                                   | 2000-2001   | 2015-2016    |
| Boemia e Moravia      | 1 (Josef Bican)                                                                           | 1939-1940   | 1943-1944    |
| Polonia               | 1 (Robert Lewandowski)                                                                    | 2019-2020   | 2021-2022    |
| Albania               | 1 (Refik Resmja)                                                                          | 1951        | -            |
| Uruguay               | 1 (Luis Suárez)                                                                           | 2015-2016   | -            |
| Paraguay              | 1 (José Cardozo)                                                                          | 2002-2003   | -            |
| Jugoslavia            | 1 (Josip Skoblar)                                                                         | 1970-1971   | -            |
| Norvegia              | 1 (Erling Haaland)                                                                        | 2022-2023   | -            |

## Classifica per federazioni
Di seguito si riporta una classifica che tiene conto delle Federazioni calcistiche a cui erano affiliati i calciatori che hanno segnato 50 o più reti nel corso di una stagione. Si tratta di una lista a fine statistico.
Dati aggiornati al 27 maggio 2024
| Federazione naz. | Numero di stagioni | Competizioni naz.                                                                                           | Squadre                                                                        | Federazione continentale |
| ---------------- | ------------------ | --- | ------------------------------------------------------------------------------ | ------------------------ |
| RFEF             | 13                 | La Liga, Copa del Rey e Supercoppa di Spagna                                                                | Barcellona (7), Real Madrid (6)                                                | UEFA                     |
| CBF              | 10                 | Brasileirão, Taça Brasil, Coppa del Brasile, Campionato Carioca, Campionato Paulista e Torneo Rio-San Paolo | Santos (4), Paulistano (2), Botafogo, Flamengo, San Paolo, Vasco da Gama       | CONMEBOL                 |
| DFB              | 9                  | Verbandsliga, Bundesliga, DFB-Pokal, DFB-Ligapokal, Oberliga Südwest, Oberliga Berlin e Gauliga             | Bayern Monaco (4), Kaiserslautern (2), Norimberga, TeBe Berlino e PSV Chemnitz | UEFA                     |
| SFA              | 8                  | Scottish Premiership, Scottish Cup, Scottish League Cup, Glasgow Cup e Glasgow Merchants Charity Cup        | Celtic (5), Rangers (2) e Motherwell                                           | UEFA                     |
| FPF              | 8                  | Primeira Liga, Taça de Portugal e Campeonato de Lisboa                                                      | Sporting Lisbona(6), Porto e Benfica                                           | UEFA                     |
| MLSZ             | 5                  | Nemzeti Bajnokság                                                                                           | Újpest (2), Szentlorinci AC, Ferencváros e Kispest                             | UEFA                     |
| ČSFS             | 4                  | Národní liga, Český Pohár e Coppa della Boemia Centrale                                                     | Slavia Praga (4)                                                               | UEFA                     |
| USSF             | 4                  | American Soccer League, National League Cup e American Soccer League Cup                                    | Bethlehem Steel (3), N.Y. Giants                                               | CONCACAF                 |
| FA               | 4                  | First Division, Premier League, FA Cup e Football League Cup                                                | Everton, West Ham Utd, Aston Villa e Manchester City                           | UEFA                     |
| AFA              | 2                  | Liga Profesional de Fútbol e Torneo Metropolitano                                                           | San Lorenzo, Independiente                                                     | CONMEBOL                 |
| IFA              | 2                  | NIFL Premiership e Irish Cup                                                                                | Glentoran, Linfield                                                            | UEFA                     |
| FFF              | 2                  | Ligue 1, Coupe de France e Coupe de la Ligue                                                                | Olympique Marsiglia, Paris Saint-Germain                                       | UEFA                     |
| FSHF             | 1                  | Kategoria e Parë e Kupa e Shqipërisë                                                                        | Partizani Tirana                                                               | UEFA                     |
| FMF              | 1                  | Primera División de México                                                                                  | Toluca                                                                         | CONCACAF                 |
| SAFF             | 1                  | Saudi Pro League e King's Cup                                                                               | Al-Nassr                                                                       | AFC                      |